# Pitney Bowes
Pitney Bowes Inc. — североамериканский производитель программных и аппаратных продуктов. Также предоставляет услуги в областях, связанных с документооборотом, упаковкой, сортировкой и пересылкой почты. Головной офис расположен в Стамфорде (Коннектикут), всего в компании работает 28 тысяч человек. Является одной из 87 компаний, входящих в состав индекса S&P 500 с момента его создания в 1957 году.
Крупные подразделения компании расположены в Данбери (Коннектикут), Шелтоне (Коннектикут), Трое (штат Нью-Йорк).

## История
В период с 2000 по 2007 год Pitney Bowes совершила 83 поглощения общей суммой в $2.5 миллиардов, приобретая в основном компании, разрабатывающие ПО и занимающиеся услугами для бизнеса, в частности: MapInfo, Group 1 Software, PSI Group, Imagitas.

## Исследования и технологии
Портфолио компании включает в себя более 3,5 тысяч патентов по всему миру в таких областях как ticketing[неизвестный термин], мобильные платежи, отправления, лазерная печать, шифрование, обработка почты. Ассоциация Intellectual Property Owners (IPO) постоянно включает Pitney Bowes в 200 компаний с наибольшим количеством патентов США.

## Кредитный рейтинг
В феврале 2012 года кредитный рейтинг компании был снижен агентством Fitch Ratings с BBB+ до BBB.